# Ludivine
Ludivine est un prénom féminin, d'étymologie germanique, composé de lid- ou liud-, « peuple », et -win, « ami ».
Il a de nombreuses variantes : Lidivine, Lidvine, Lidwina, Lidwine, Ludivina, Ludivyne, Ludiwine, Ludiwina, Ludwine, Ludyvine et Ludwine, et un masculin Ludwin
Une autre étymologie mais toujours d'origine germanique, est donnée par Huysmans dans son livre consacré à Sainte Lydwine de Schiedam : « L'enfant reçut sur les fonts baptismaux le nom de Lydwine, ou Lydwyd, ou Lydwich, ou Liedwich, ou Lidie, ou Liduvine, nom qui sous ces orthographes et ses résonances différentes, dériverait du mot flamand "lyden" souffrir, ou signifierait d'après Brugmann, en langue germanique, "grand patience". »

## Personnes célèbres
- Pour l'ensemble des articles sur les personnes portant ce prénom, consulter :
  - la liste des articles dont le titre commence par ce prénom
  - les listes produites par Wikidata : Liste des personnes de prénom « Ludivine » — même liste en incluant les éventuels prénoms composés qui contiennent « Ludivine ».

- Ludivine Bantigny, historienne et universitaire française ;
- Ludivine Bruet, footballeuse française ;
- Ludivine Diguelman, footballeuse française ;
- Ludivine Furnon, gymnaste française ;
- Ludivine Jacquinot, handballeuse française ;
- Ludivine Kreutz, golfeuse française ;
- Ludivine Manca, actrice française ;
- Ludivine Sagnier, actrice française ;
- Ludivine Reding, actrice canadienne.